# Сіпарая жовточерева
Сіпарая жовточерева (Aethopyga gouldiae) — вид горобцеподібних птахів родини нектаркових (Nectariniidae). Мешкає в Гімалаях, М'янмі, Китаї та в Південно-Східній Азії.

## Таксономія
Жовточерва сірапая була описана в 1831 році Ніколасом Вігорсом. Вид отримав назву на честь Елізабети Гульд, британської художниці і ілюстраторки, дружини Джона Гульда.
Дослідження мітохондріальної ДНК показало, що жовточерева сіпарая генетично близька до непальської сіпараї (Aethopyga nipalensis).

### Підвиди
Виділяють чотири підвиди:
- A. g. gouldiae (Vigors, 1831) — східні Гімалаї;
- A. g. isolata Baker, ECS, 1925 — північно-східна Індія, схід Бангладеш, західна М'янма;
- A. g. dabryii (Verreaux, J, 1867) — центральний і південний Китай, північна і східна М'янма, північ Індокитаю;
- A. g. annamensis Robinson & Kloss, 1919 — південний Лаос і південний В'єтнам.

## Опис
Довжина самця становить 131-160 мм, довжина самиці 91-111 мм; вага самця становить 4-12 г, вага самиці 5-8 г. Довжина дзьоба становить 13-17 мм.
Жовточереві сіпараї мають яскраве забарвлення. На обличчі і горлі темно-фіолетова "маска". Забарвлення скронь, тімені, спини, грудей і боків є червоним і може мати різні відтінки. На скронях присутні яскрво-сині, металево-блискучі пір'їни. Крила і хвіст коричневі або оливково-зелені. Живіт і гузка жовті з зеленим відтінком. Хвіст яскраво-синій, на кінчику темно-пурпуровий.
Самиці мають тьмяніше забарвлення. Верхня частина тіла самиці темно-оливково-зелена, нижня частина тіла сірувато-жовта.
Представники різних підвидів дещо відрізняються від представників номінативного підвида. Так, груди самців-представників підвиду A. g. dabryii яскраво-червоні. тоді як груди самців-представників номінативного підвиду A. g. gouldiae яскраво-жовті, з червоною смугою або без неї.

## Поширення і екологія
Жовточереві сіпараї мешкають в Бангладеші, Бутані, Лаосі, М'янмі, Непалі, Індії, В'єтнамі, Таїланді та Китаї. Вони живуть в субтропічних і тропічних лісах, мусонних і широколистних лісах, в садах і бамбукових заростях на висоті від 1000 до 3500 м над рівнем моря.

## Поведінка
Зазвичай жовточереві сіпараї є осілими птахами, однак можливі сезонні міграції. Зазвичай вони машкають наодинці або парами, хоча можуть утворювати невеликі зграйки з 3-5 або навіть більше 10 птахів. Літають швидко, однак на невеликі відстані. Звуки включають вискоі тонкі "ціііі" і різкі "ціт".

### Раціон
Жовточереві сіпараї, як і інші представники родини нектаркових, харчуються нектаром. Довгий, вигнутий дзьоб і видовжений трубкоподібний язик пристосовані для смоктання квіткового нектару. Також жовточереві сіпараї харчуються комахами. Дослідження показали, що в раціон птахів з Сичуані і Юньнані входять павуки, невеликі жучки і німфи напівтвердокрилих.

## Розмноження
Сезон розмноження триває з квітня по липень. Самиці починають гніздитися в середині квітня. Гніздо робиться з моху, трави і павутиння. Воно має довжину 15-18 см і ширину 10-11,5 см. Під час сезону розмноження самці приваблюють самиць за допомогою шлюного співу: "жай-жай-жай". В кладці 2-3 яйця. Яйця мають розмір 13,5-15,5 мм × 10,5-11,5 мм. Вони білого кольору, зазвичай поцятковані рудувато-коричневими плямками. Інкубаційний період триває 2 тижні, пташенята покриваються пір'ям на 15-16 день. Батьки доглядають за пташенями, годують їх напівперетравленим нектаром, згодом починають годувати їх комахами.

## Збереження
МСОП вважає цей вид таким. що не потребує особливих заходів зі збереження. Птах входить в список диких тварин, що перебувають під охороною уряду КНР і мають важливе значення для економіки і науки.